# Jugendarrestanstalt Landau
Die Jugendarrestanstalt Landau (JAA Landau) liegt in der Stadt Landau an der Isar in Niederbayern. Sie ist eine Außenstelle der Justizvollzugsanstalt Landshut. Die JAA Landau soll Ende 2025 geschlossen werden.
Das Gefängnis in Landau wurde als Landgerichtsgefängnis des Landgerichts Landau an der Isar direkt neben dem Gerichtsgebäude errichtet. Es wurde am 15. September 2014 als Jugendarrestanstalt wieder in Betrieb genommen. Dorthin kommen Jugendliche aus dem gesamten Südosten Bayerns, von Traunstein über Passau bis nach Regensburg, die zu Dauer-, Kurz- oder Freizeitarresten verurteilt worden sind. 329 sogenannte Arrestanten waren es im Jahr 2015.
Da die JAA Landau, die zur Hauptans zuletzt im Mittel eine Belegungsquoten von 20 bis höchstens 30 Prozent habe, wird das Bayrische Justizministerium die JAA Landshut Ende des Jahres 2025 schließen. Auf Empfehlung des ORH solle nebn der JAA Landau auch die Justizvollzugsanstalten Neuburg a.d. Donau (2024: 51 Haftplätze) und Ingolstadt (2024: 44 Haftplätze im offenen Vollzug) geschlossen werden.